# Фигура (дифференциальная геометрия)
Фигу́ра (англ. shape) — любое подмножество некоторого однородного пространства с фундаментальной группой, которое можно включить в некоторое пространство фигуры — множество подмножеств этого пространства такое, что это множество изоморфно некоторому пространству геометрического объекта. Компоненты геометрического объекта называются координатами соответствующей фигуры.
Ранг, жанр, характеристика и тип геометрического объекта называются рангом, жанром, характеристикой и типом соответствующей фигуры. Вместе они образуют арифметические инварианты фигуры. Например, окружность в трёхмерном евклидовом пространстве — это фигура ранга 6, жанра 1, характеристики 1 и типа 1; точка в трёхмерном проективном пространстве — это фигура ранга 3, жанра 0, характеристики 2 и типа 1.
Вполне интегрируемая система уравнений Пфаффа, определяющая геометрический объект, называется системой уравнений инвариантности (стационарности) фигуры.

## Простая и индуцирующая фигура
Пусть даны {\displaystyle F} и {\displaystyle {\bar {F}}} — две некоторые фигуры некоторого однородного пространства. Если существует отображение пространства фигуры {\displaystyle F} на пространство фигуры {\displaystyle {\bar {F}}} такое, что любой геометрический объект, соответствующий фигуре {\displaystyle {\bar {F}}}, охватывается любым геометрическим объектом, соответствующим фигуре {\displaystyle F}, то говорят, что фигура {\displaystyle F} охватывает, или индуцирует, фигуру {\displaystyle {\bar {F}}} (равно фигуру {\displaystyle {\bar {F}}} охватывается, или индуцируется, фигурой {\displaystyle F}).
Фигура {\displaystyle F} ранга {\displaystyle N} называется простой, если она не охватывает никакой другой фигуры меньшего ранга. Фигура {\displaystyle F} называется индуцирующей фигурой индекса {\displaystyle {\bar {N}}<N}, если существует охватываемая ею фигура ранга {\displaystyle {\bar {N}}}, причем ранг {\displaystyle N^{\prime }} любой другой фигуры {\displaystyle F^{\prime }}, охватываемой фигурой {\displaystyle F}, не превосходит {\displaystyle {\bar {N}}}.
Например, точка, {\displaystyle p}-мерная плоскость, гиперквадрика в {\displaystyle n}-мерном проективном пространстве — простые фигуры. Гиперквадрика в {\displaystyle n}-мерном аффинном пространстве и {\displaystyle d}-мерная ({\displaystyle d\leqslant n-2}) квадрика в {\displaystyle n}-мерном проективном пространстве — индуцирующие фигуры соответственно индексов {\displaystyle n} и {\displaystyle (d+2)(n-d-1)}.

## Пара фигур. Коэффициент инцидентности
Парой фигур {\displaystyle F=(F_{1},F_{2})} называется упорядоченная множество двух фигур. Коэффициентом инцидентности пары фигур называется число
{\displaystyle k=N_{1}+N_{2}-N},
где {\displaystyle N_{1}} и {\displaystyle N_{2}} — ранги фигур {\displaystyle F_{1}} и {\displaystyle F_{2}} соответственно, а {\displaystyle N} — ранг системы форм
{\displaystyle \Omega ^{J_{1}}}, {\displaystyle \Omega ^{J_{2}}}, {\displaystyle J_{1}=1,2,\ldots ,N_{1}}, {\displaystyle J_{2}=1,2,\ldots ,N_{2}}, —
левых частей уравнений стационарности фигур {\displaystyle F_{1}} и {\displaystyle F_{2}} соответственно. Если коэффициент инцидентности пары {\displaystyle k=0}, то пара {\displaystyle F=(F_{1},F_{2})} называется неинцидентной.